# سیارک ۲۳۰۵۵
سیارک ۲۳۰۵۵ (به انگلیسی: 23055 Barbjewett، نامگذاری:1999XF43) بیست و سه هزار و پنجاه و پنجمین سیارک کشف شده‌است که در ۷ دسامبر ۱۹۹۹ کشف شد.
قدر مطلق سیارک برابر ۱۰.۷ است.